# NGC 6739
NGC 6739 est une vaste galaxie lenticulaire située dans la constellation du Paon. Sa vitesse par rapport au fond diffus cosmologique est de 4 207 ± 26 km/s, ce qui correspond à une distance de Hubble de 62,3 ± 4,4 Mpc (∼203 millions d'al). NGC 6739 a été découverte par l'astronome britannique John Herschel en 1834.
À ce jour, une mesure non basée sur le décalage vers le rouge (redshift) donne une distance d'environ 36,000 Mpc (∼117 millions d'al). Cette valeur est très loin à l'extérieur des valeurs de la distance de Hubble. Notons que c'est avec la valeur moyenne des mesures indépendantes, lorsqu'elles existent, que la base de données NASA/IPAC calcule le diamètre d'une galaxie. 

## Groupe d'IC 4845
Selon A. M. Garcia NGC 6769 fait partie du groupe d'IC 4845. Ce groupe de galaxies renferme au moins 14 membres dont six du New General Catalogue et sept de l'Index Catalogue. Les autres galaxies du groupe sont NGC 6746, NGC 6769, NGC 6770, NGC 6782, IC 4827, IC 4828, IC 4831, IC 4838, IC 4842, IC 4845, IC 4866 et ESO 141-21.